# Bleu d'enfer 2 : Le Récif
Série
Bleu d'enfer
(2005)
Pour plus de détails, voir Fiche technique et Distribution.
Bleu d'enfer 2 : Le Récif (Into the Blue 2: The Reef) est un film américain réalisé par Stephen Herek et sorti directement en vidéo en 2009. 
Il s'agit de la suite de Bleu d'enfer (Into the Blue) (2005).

## Synopsis
Sebastian et Dani, des jeunes mariés, sont engagés en tant que plongeurs professionnels au sein d'une expédition à Honolulu dans l'État d'Hawaï. Leur objectif est de trouver le trésor caché de Christophe Colomb. Ils vont découvrir bien vite que leurs employeurs ont en réalité d'autres idées derrière la tête...

## Fiche technique
- Titre original : Into the Blue 2: The Reef
- Titre français: Bleu d'enfer 2 : Le Récif
- Titre québécois : Bleu d'enfer 2
- Réalisation : Stephen Herek
- Scénario : Mitchell Kapner
- Production : David Buelow, David Brookwell, Sean McNamara, Hudson Hickman, Sara Berrisford, Craig Roessler
- Société de production : Mandalay Pictures
- Société de distribution : MGM Home Entertainment
- Musique : Robert Duncan
- Photographie : Thomas Yatsko (en)
- Montage : Robin Russell
- Pays de production :  États-Unis
- Langue : Anglais
- Genre : Action, aventure
- Durée : 92 minutes
- Dates de sortie : 
  - États-Unis : 21 avril 2009 (directement en vidéo)
  - France : ?

## Distribution
- Laura Vandervoort (VF : Barbara Beretta) : Dani
- Chris Carmack (VF : Denis Laustriat) : Sebastian
- David Anders (VF : Damien Boisseau) : Carlton
- Marsha Thomason (VF : Delphine Braillon) : Azra
- Michael Graziadei (VF : Taric Mehani) : Mace
- Audrina Patridge (VF : Jessica Barrier) : Kelsey
- Mircea Monroe (VF : Noémie Orphelin) : Kimi
- Rand Holdren (VF : Thibaut Belfodil) : Avery
- Mark Kubr : Milos

## Accueil
Rotten Tomatoes attribue au film une note de 17 % sur la base de 6 critiques.